# Морис Орански-Насауски
Мориц Орански-Насауски (14. новембар 1567 – 23. април 1625) је био холандски државник и један од најпознатијих војсковођа 17. века.

## Биографија
Рођен је 1567. године у Диленбургу у Светом римском царству као син Вилијама I Оранског и Ане од Саксоније. Године 1585. изабран је за генералног капетана и адмирала Холанта и Зеланта, а касније и Утрехта, Гелдерланта и Оверејсела. Неколико година касније води рат против Шпаније (Низоземска револуција) у коме односи низ изванредних победа. Године 1594. заузима Гронинген, последње велико шпанско упориште у Низоземској, а затим код Тернаута односи прву победу на отвореном пољу. Код Нијупорта је 1600. године поново нанео пораз Шпанцима, али се убрзо повлачи не постигавши планирани циљ – деблокаду Остендеа. Године 1621. наставља рат који је сада вођен у склопу Тридесетогодишњег рата. Три године касније доживљава неуспех приликом напада на Бреду.